# Втрати 47-ї окремої механізованої бригади
У статті описано деталі загибелі бійців 47-ї окремої механізованої бригади.

## Поіменний перелік

### 2022
- 9 червня 2022 — Кот Володимир Володимирович, старший сержант, командир розідвзводу. 30.09.1978, м. Звягель. Загинув на Світлодарській дузі в Донецькій області.[1][2][3]
- 9 червня 2022 — Савкевич Сергій Юрійович, штаб-сержант. Загинув на Світлодарській дузі в Донецькій області.[1]
- 11 червня 2022 — Парій Володимир Володимирович («Амур»).[4][5]
- 13 червня 2022 — Пономаренко Олександр Олексійович («Крим»).[6][5]
- 13 червня 2022 — Поліщук Сергій Петрович, солдат.[5]
- 13 червня 2022 — Дейнеко Артем Анатолійович, старший солдат.[5]
- 20 листопада 2022 — Хомич Михайло Петрович. 1972, с. Ясинець Дубровицької громади.[7]

### 2023
- 9 травня 2023 — Грабар Всеволод Євгенійович («Сєва»).[8]
- 20 травня 2023 — Лаский Володимир Євгенович, солдат. 15 січня 1987, м. Львів.
- 25 травня 2023 — Жебін Дмитро. 27.12.1974, м. Дружківка [9].
- 8 червня 2023 — Бобров Олександр Олександрович. 6 лютого 1981, м. Полонне.[10]
- 8 червня 2023 — Марціновський Ярослав Михайлович («Цимбал»), гранатометник. 30 вересня 1986, с. Ценява.[11]
- 8 червня 2023 — Міщанчук Дмитро («Шустрий») 23 роки, м. Вільнянськ[12]
- 8 червня 2023 — Шкуран Богдан Вікторович. 1991. Командир відділення [13]
- 9 червня 2023 — Мельник Дмитро Михайлович («Меля»). 22 роки, селище Казанка Миколаївської області. Отримав смертельне поранення внаслідок мінометного обстрілу біля села Мала Токмачка Запорізької області.[14]
- 9 червня 2023 — Цурукін Петро Миколайович («СТБ»).[15][16][17][18][16]
- 9 червня 2023 — Сарафінчан Степан. 16.09.1977, с. Чагор.[19]
- 9 червня 2023 - Хмеляр Сергій Володимирович ( «Скіф») 12.03.1993 с. Воронківці Хмельницька області. Загинув біля села Мала Токмачка Запорізької області [20]
- 10 червня 2023 — Поздєєв Михайло Борисович («Каспер»). 23.01.1984, м. Суми.[21]
- 11 червня 2023 — Кеніз Артем Петрович. 29 грудня 1999, с. Новомихайлівка Чернігівського району Запорізької області. Загинув у районі населеного пункту Роботине.[22]
- 11 червня 2023 — Зінчено Богдан («Ахіллес»), молодший сержант. м. Черкаси. Під час штурмових дій, рятуючи пораненого побратима, підірвався на ворожій міні біля села Роботине Запорізької області.[23]
- 12 червня 2023 — Касатік Олександр («Тяпа»), розвідник. 27 років, с. Петрівка.[24]
- 14 червня 2023 — Прищепа Віктор Васильович, старший солдат. Загинув поблизу н.п. Вербове Пологівського району Запорізької області.[25]
- 15 червня 2023 - Стародуб Дмитро Сергійович. Солдат, командир відділення роти протитанкових ракетних комплексів. Загинув в районі н.п. Мала Токмачка Пологівського району Запорізької області[26].
- 15 червня 2023 — Солнцев Богдан Валентинович («Кукі»), головний сержант. 1.03.1972, м. Миколаїв.[27]
- 15 червня 2023 — Ступак Віктор Едуардович («Гучі»), старший сержант. 4 травня 1991, с. Вовчинець.[28]
- 15 червня 2023 — Моргун Владислав («Студент»). с. Гладковичі Житомирської області. Загинув під час мінометного обстрілу поблизу села Мала Токмачка Запорізької області.[29]
- 15 червня 2023 — Марціновський Назар Михайлович, 2-й механізований батальйон. 18 травня 1994, с. Ценява. Вважався зниклим безвісти до початку жовтня 2024.[30][31]
- 15 червня 2023 — Макаров Павло Віталійович («Ганнібал»). 9 липня 1995, м. Херсон.[32]
- 16 червня 2023 — Рокоч Олександр Миколайович («Алекс»). 1.07.1972, м. Чернівці. Загинув на Запорізькому напрямку[33][34]
- 17 червня 2023 — Чумак Дмитро («Чувак»). 3 березня 1992, с. Кам'янка Попільнянського району.[35]
- 17 червня 2023 — Голубенко Вадим Сергійович («Раджа»). 10 червня 1983, с. Махнівка.[36]
- 17 червня 2023 — Саід Мухамед Асан («Джонні»). 46 років, м. Кабул, Афганістан.[37]
- 17 червня 2023  — Соловйов Марк («Соло»). 11 грудня 2000, с. Молога.[38]
- 17 червня 2023  — Орлов Євген Володимирович («Айболіт»), солдат. 05.02.1985, селище Мирове на Нікопольщині.
- 17 червня 2023  — Тетеря Олександр Вікторович («Сокіл»), солдат. 27 вересня 1996, с. Соколів Житомирської області.
- 17 червня 2023 — Кривенюк Євген Олегович («Тротил»), стрілець-помічник гранатометника. 28 років, м. Київ. Загинув біля села Мала Токмачка Запорізької області.[39]
- 17 червня 2023 — Муринченко Микола Геннадійович, солдат, навідник-оператор. 17 січня 1974, селище Червоне.[40]
- 18 червня 2023 — Матлак Назар Тарасович («Штахета»)[41][42]
- 18 червня 2023 — Ільченко Олександр Миколайович («Дніпро»). 25 липня 1986, м. Київ. Поранений 15 червня, помер у лікарні.[43][44]
- 19 червня 2023 — Піжівський Василь Михайлович, старший водій розвідувального взводу. 28.12.1976, с. Гвіздівці. До жовтня 2023 вважався зниклим безвісти.[45][46]
- 23 червня 2023 — Матвійчук Олександр Володимирович. 1 лютого 1987, м. Южне. Загинув біля Роботиного.[47][48]
- 24 червня 2023 — Биканов Владислав, старший лейтенант, помічник начальника зв'язку відділення зв'язку. 26 червня 2000, м. Черкаси.[49]
- 28 червня 2023 — Чепіль Андрій Ігорович («Кріс»). 6 квітня 1994, с. Бабухів. З 2018 року він грав на трембіті в фолк-рок гурті «КораЛЛі».[50]
- 30 червня 2023 — Закліцький Ігор Володимирович («Паркер»), солдат, заступник командира бойової машини, навідник-оператор. 1.09.1995, с. Тріски. Загинув біля с. Степове.[51][52][53][54]
- 3 липня 2023 — Васеленко Денис («Bull»). 17 червня 1985, м. Лієпая в Латвії.[55]
- 7 липня 2023 — Гусак Андрій Ігорович («Лицар»), старший солдат, навідник-оператор БМП Bradley. 28 років, м. Дніпро.[56]
- 9 липня 2023 — Денисенко Олександр Васильович, старший солдат.
- 9 липня 2023 — Куций Юрій Миколайович («Буцефал»). 24 роки, с. Варварівка Хмельницької області.[57]
- 10 липня 2023 — Стародубцев Роман («Ліквідатор»), молодший сержант. 32 роки, с. Лазірки Полтавської області.[58]
- 18 липня 2023 — Рибаков Дмитро Олександрович («Репортер»).[59][60]
- 22 липня 2023 — Бойчук Дмитро Васильович («Дикий»), молодший сержант, бойовий медик. 7 червня 1993, с. Топільське.[61][62][63]
- 22 липня 2023 — Василишин Денис Володимирович, механік-водій. 32 роки, м. Бердичів. Загинув в районі Роботиного, Запорізького напрямку.[64]
- 23 липня 2023 — Ткачук Євген Сергійович, стрілець-снайпер.[65]
- 23 липня 2023 — Кальченко Юрій, старший сержант, водій штурмової роти. 51 рік, м. Нетішин. Вважався зниклим безвісти 9 місяців.[66]
- 26 липня 2023 — Рудий Сергій. 44 роки, м. Буськ. Загинув поблизу села Роботине Запорізької області.[67]
- 27 липня 2023 — Дзюба Роман Володимирович («Аляска»). 26.11.1981, м. Буськ.[68]
- 30 липня 2023 — Дідковська Елеонора Сергіївна («Мурка»). Загинула від ракетного удару по штабу в Оріхові.[69][70][71]
- 30 липня 2023 — Дарій Вікторія Володимирівна («Відьма»). Загинула від авіаудару по місцю дислокації бригади.[72]
- 30 липня 2023 — Сокоренко Олександр Олександрович («Турбо»). 27 років, м. Київ.[73]
- 30 липня 2023 — Чертов Андрій («Мажор»). 20 років, с. Бурчак, Запорізької області.[74]
- 30 липня 2023 — Вовченко Андрій Миколайович, офіцер відділення розвідки штабу. 13 грудня 1988, м. Коростишів.[75]
- 30 липня 2023 — Галич Андрій Михайлович, старший лейтенант, офіцер служби радіоелектронної та кіберборотьби. 1 травня 1973, с. Оболоня.[76]
- 30 липня 2023 — Шевченко Юлія Андріївна («Джулія»), лейтенант, заступник командира з морально-психологічного забезпечення бригади. 18 червня 1999, м. Київ.[77][78]
- 9 серпня 2023 — Девдюк Сергій Юрійович («Соловей»). 30 травня 1984, проживав у м. Бучач. Поранений 13 червня в Запорізькій області, помер у лікарні святого Пантелеймона у Львові.[79][80]
- 11 серпня 2023 — Прокопець Сергій, навідник кулеметного взводу. 13 січня 1985, с. Іваниця.[81]
- 13 серпня 2023 — Марчук Сергій Іванович, старший солдат. 40 років, м. Берегомет. Загинув в районі с. Роботине. Вважався зниклим безвісти до кінця травня 2024.[82][83][84]
- 13 серпня 2023 — Смоленська Світлана Сергіївна («Лана»). Поранена 9 липня 2023, померла у лікарні.[85]
- 17 серпня 2023 — Галета Анатолій Володимирович, солдат, помічник гранатометника механізованого взводу. 11 травня 1978, с. Онуфріївка Кіровоградської області. Поранений 26 червня, помер в госпіталі у Вінниці.[86]
- 22 серпня 2023 — Шарий Валентин Вікторович («Сапсан»), солдат мінометного взводу. 14 квітня 1978, м. Кобеляки. Загинув біля Роботиного.[87]
- 11 вересня 2023 — Машина Сергій («Матвій»). с. Мусійки Київської області. Загинув біля села Роботине Запорізької області.[88]
- 12 вересня 2023 — Семенюк Тарас, механік-водій. 42 роки, с. Зелене Верховинського району. Загинув на Запорізькому напрямку.[89]
- 17 вересня 2023 — Бриж Юрій Володимирович («Механік»). 26 серпня 2001, с. Тріскині. Загинув в районі села Роботине Запорізької області.[90]
- 27 вересня 2023 — Денисюк Дмитро, заступник командира механізованої роти. 28 років, с. Крупець.[91][92]
- 19 жовтня 2023 — Бочковський Василь Ігорович («Проктор»), старший солдат.[93]
- 19 жовтня 2023 — Луківський Андрій («Лука»). 28 років, м. Вишневе. Загинув на Авдіївському напрямку.[94]
- 19 жовтня 2023 — Машук Роман («Ромашка»). 21 вересня 1985, м. Рівне.[95]
- 23 жовтня 2023 — Смук Надія Дмитрівна, старший солдат, бойова медикиня.[96][97]
- 27 жовтня 2023 -  Стасишин Павло, 33 роки. Уродженець села Підбірці[98].
- 30 жовтня 2023 — Сєріков Олександр Володимирович («Гай»). 45 років, м. Гайсин. Загинув неподалік від населеного пункту Красногорівка.[99]
- 30 жовтня 2023 — Панькович Олександр Сергійович, молодший сержант. 6 лютого 1985, 38 років, м. Мукачево.[100][101]
- 30 жовтня 2023 — Смеречинський Олег Володимирович, старший солдат. 3.09.1977.[102][103]
- 1 листопада 2023 — Маркевич Іван Михайлович, сержант. 1994, с. Білилівка. Загинув у районі с. Степове Покровського району.[104]
- 10 листопада 2023 — Яструб Юрій. 47 років, м. Львів.[105]
- 10 листопада 2023 — Дурицький Юрій Миколайович. 7.05.1993, с. Черняхів Житомирської області. Загинув в с. Степове Покровського району.[106]
- 11 листопада 2023 — Котенко В'ячеслав. 7 листопада 1971, м. Дрогобич. Потрапив під мінометний обстріл в районі Степового.[107][108]
- 12 листопада 2023 — Пилипів Андрій Богданович («Купол»), старший стрілець-оператор. Загинув в с. Степове Покровського району Донецької області.[109]
- 28 листопада 2023 — Атаманенко Олег Віталійович («Отіс»), молодший сержант, навідник Бредлі. 15 липня 1978, Київська область.[110]
- 29 листопада 2023 — Воронін Владислав Валерійович («Вудсток»), старший лейтенант, заступник командира роти. 28 років, м. Дніпро. Загинув біля селища Степове Донецької області.[111][112][113]
- 1 грудня 2023 — Заліпа Павло Іванович. 9 липня 2001, с. Комарове. Загинув під час штурму позицій росіян в районі Авдіївського коксохімічного заводу.[114]
- 6 грудня 2023 — Лавор Дмитро Вадимович («Шульц»). 6 квітня 2004, м. Миколаїв. Загинув біля населеного пункту Степове на Авдіївському напрямку.[115]
- 10 грудня 2023 — Воронін Григорій Володимирович («Voron»), солдат.
- 11 грудня 2023 — Фролов Вадим Вікторович, солдат, електрик-дизеліст польової лазні взводу матеріального забезпечення. 33 роки, м. Бердичів. Загинув біля Авдіївки.[116]
- 11 грудня 2023 — Смага Михайло Юрійович («Тіша»).[117][118]
- 20 грудня 2023 — Бовкун Олександр Анатолійович. 9.07.1977, м. Хрустальний. Загинув в районі н.п. Степове Покровського району Донецької області.[119]
- 30 грудня 2023 — Савченко Тарас Васильович, солдат, радіотелефоніст. Загинув в районі селища Степове Покровського району Донецької області.[120]

### 2024
- 21 січня 2024 — Чечіль Андрій Васильович.[121]
- 12 лютого 2024 — Гуменний Сергій («Габарит»), гранатометник. 38 років, с. Колодязне Рівненської області. Загинув в районі селище Степове Покровського району.[122]
- 12 лютого 2024 — Крупа Володимир («Вамп»), молодший сержант. 41 рік, м. Київ.[123]
- 14 лютого 2024 - Мазур Богдан Олегович, сержант. 21.02.1994 р.н. Загинув поблизу н.п. Степове, Покровського району Донецької області.
- 18 лютого 2024 — Сливка Дмитро. 19 серпня 1996, м. Львів.[124]                                                                                                              25лютого 2024- Михайленко Олександр Анатолійович (''Кактус'') солдат 04.07.1996.с.Ч.Слобода .Загинув р-н.с.Бердичі
- 27 лютого 2024 — Гільжинський Олег Русланович («Вуйко»), старший солдат, навідник-оператор БМП Bradley, майстер-ганнер.[125]
- 1 березня 2024 — Голубченко Сергій Іванович, молодший сержант.
- 19 березня 2024 — Андрусяк Тарас Васильович. 25 жовтня 1986, с. Братківці. Загинув в районі с. Бердичі Покровського району.[126]
- 6 квітня 2024 — Кушнір Олександр Васильович, солдат. Загинув в районі н.п. Бердичі Покровського р-ну Донецької області.[127]
- 15 квітня 2024 — Бакликов Олександр Миколайович. 4 вересня 1964, м. Лебедин. Міський голова міста Лебедин.[128]
- 17 квітня 2024 — Петриняк Володимир.[129]
- квітень 2024 — Семеген Андрій. 39 років, солдат.[84][130][131]
- 7 травня 2024 — Машлай Олександр («Гот»). Загинув поблизу селища Желанне, Очеретинської селищної громади Покровського району Донецької області.[132]
- 15 травня 2024 — Котов Євген, гранатометник. 21 серпня 2001, селище Надлак. Загинув в районі села Новопокровське Донецької області.[133]
- 29 травня 2024 — Коваленко Павло Вікторович, молодший сержант. Загинув в н.п. Новопокровське Покровського р-ну Донецької області.[134]
- 27 червня 2024 — Харюк Руслан («King»). c. Плоска. Загинув поблизу села Сокіл Покровського району.[135]
- 1 липня 2024 — Хоменко Дмитро Владиславович («Хома»). 31.07.1991, селище Борова.[136]
- 3 липня 2024 - Іванюк Юрій, загинув у бою поблизу села Східне на Донеччині.
- 17 липня 2024 — Полонніков Віталій («Гаврік»), старший лейтенант. 29 листопада 1992, м. Київ.[137][138]
- 30 липня 2024 — Шпек Ігор. 30.11.1967, с. Дроздовичі.[139]
- 5 серпня 2024 - Дмитро Дзюба, 39 років, с. Старява Мостиської громади. Загинув у Покровському районі Донецької області.
- 7 серпня 2024 — Кушніров Олександр, стрілець, штурмовий спеціалізований батальйон «Шквал». 22 жовтня 1986, с. Клепачі.[140]
- 17 серпня 2024 — Гладчук Любомир, стрілець, штурмовий спеціалізований батальйон «Шквал». 1995, с. Грамотне Верховинського району.[141]
- 15 жовтня 2024 — Бойчук Мирослав Дмитрович. 27 липня 1986, 38 років, селище Кути Косівського району. Загинув в Сумській області.[142]
- 15 жовтня 2024 — Борис Ігор Володимирович. 1983, с. Головецько Стрілківської громади. Загинув поблизу населеного пункту Свердликово Курської області.[143]
- 20 жовтня 2024 — Процайло Андрій. 21.08.1982, м. Львів.[144]
- жовтень 2024 — Лебюк Олег. с. Реваківці.[145][146][147]
- 26 жовтня 2024 — Дунців Олег Борисович (Немо)
- 8 листопада 2024 — Абрамов Володимир, молодший сержант. Загинув в Курській області.[148][149]
- 12 листопада 2024 — Москвитин Назарій. 26.05.1985, м. Львів.[150]
- 12 листопада 2024 — Соловйов Сергій. 31 рік, м. Ірпінь. Загинув в Курській області.[151]
- 2 грудня 2024 — Козирський Віктор. 11.08.1983, м. Львів [152].
- 4 грудня 2024 — Пухальський Іван Антонович («Апач»). Мінометник. 3 червня 2001, Звягельська гроамада. Загинув поблизу с. Леонідово в Курській області [153][154]
- 22 грудня 2024 — Солдатов Юрій («Солдат») 31.10.1995, м. Краматорськ. Загинув в Курській області  [155]

### 2025
- 4 січня 2025 — Нікітчук Сергій Леонідович («Снайпер»).18 вересня 1980, м. Сарни. Загинув в Курській області [156].
- 13 березня 2025  - Ільчун Олексій Вікторович, 08.06.1983. Загинув  поблизу н.п.Юнакіївка, Сумської області[157].
- 23 березня 2025 - Чурганов Юрій Олександрович, солдат, стрілець-снайпер. Загинув в районі населеного пункту Мар’їне Сумської області[158].
- 24 березня 2025  - Михайло Павлов, 21.03.1987[159].
- 9 квітня 2025 - Вадим Коновалов (30 років), старший солдат. Загинув на під час бойового завдання у районі Демідовки Білгородської області[159].
- 19 червня 2025 -  Василь Підперигора, 56 років, солдат. Мобілізований 18 червня 2024 року. Помер внаслідок інфаркту мозку в Одеському госпіталі[160].